# Kokkosaari (ö i Norra Savolax, Varkaus)
Kokkosaari är en ö i Finland. Den ligger i sjön Enonvesi och i kommunen Varkaus i den ekonomiska regionen  Varkaus ekonomiska region  och landskapet Norra Savolax, i den sydöstra delen av landet, 300 km nordost om huvudstaden Helsingfors. Öns area är 58,3 hektar och dess största längd är 1,2 kilometer i sydöst-nordvästlig riktning.